# Ronald N. Bracewell
Ronald Newbold Bracewell (* 22. Juli 1921 in Sydney; † 12. August 2007 in Stanford) war ein australischer Elektroingenieur, Mathematiker, Physiker und Radioastronom. Er war Professor an der Stanford University.

## Leben
Bracewell studierte an der Universität Sydney Physik und Mathematik mit dem Bachelor-Abschluss 1941, einem Bachelor-Abschluss als Ingenieur 1943 und dem Master-Abschluss 1948. Im Zweiten Weltkrieg arbeitete er von 1942 bis 1946 in der Radarforschung. Von 1946 bis 1950 war er am Cavendish Laboratory in Cambridge in der Ionosphärenforschung und wurde dort 1949 bei J. A. Ratcliffe in Physik promoviert. Von 1949 bis 1954 war er im Labor für Radiophysik der australischen Forschungsorganisation CSIRO in Sydney und unter anderem mit Radioastronomie befasst. 1954/55 war er Fulbright Visiting Professor an der University of California und von 1955 bis zur Emeritierung 1991 Professor in Stanford. Zuletzt war er Lewis M. Terman Professor für Elektrotechnik und auch nach der Emeritierung 1979 bis zu seinem Tod wissenschaftlich aktiv. 1987 war er Gastwissenschaftler in Oxford und 1988 in Cambridge.
Neben seiner Tätigkeit als Radioastronom (über die er das erste Lehrbuch 1955 veröffentlichte mit Joseph L. Pawsey) wandte er Bildrekonstruktionsverfahren auch bei Computertomographie an. Er befasste sich mit der Möglichkeit außerirdischen Lebens und der Möglichkeit der Kommunikation mit außerirdischen Zivilisationen über Bracewell-Sonden und veröffentlichte Bücher über Fouriertransformation und andere mathematische Verfahren in der Bildverarbeitung.
1994 erhielt er die Heinrich Hertz Medal des IEEE. Er war Fellow der Royal Astronomical Society (1950), Fellow der American Association for the Advancement of Science (1989) und 1992 wurde er auswärtiges Mitglied des Institute of Medicine der National Academy of Sciences. 1998 wurde er Officer of the Order of Australia. 2002 wählte man ihn in die American Academy of Arts and Sciences. Bracewell war seit 1953 verheiratet und hatte einen Sohn und eine Tochter. Er war Amateur-Botaniker und schrieb ein Buch über die Bäume in der Umgebung von Stanford.

## Schriften
- mit J. L. Pawsey: Radio Astronomy, Oxford 1955
- The Fourier Transform and its applications, McGraw Hill 1965, 2. Auflage 1978
- Radio astronomy techniques, in Siegfried Flügge (Hrsg.) Handbuch der Physik, Band 54, 1962
- The Galactic Club: Intelligent Life in Outer Space, Stanford 1974
- The Hartley Transform, Oxford University Press 1986
- Two Dimensional Imaging, Prentice-Hall 1995
- Fourier Analysis and Imaging, Plenum 2004
- Trees of Stanford and Environs, Stanford Historical Society 2005